# みずがめ座クシー星
みずがめ座ξ星（ξ Aquarii, ξ Aqr）は、みずがめ座の恒星で5等星。

## 概要
みずがめ座ξ星は分光連星である。2つの恒星の平均距離は13.0天文単位で、太陽系からは0.28秒程度しか離れて見えないため、月による掩蔽や分光観測によってのみ確認することができる。

## 名称
アラビアでは、この星とβ星、やぎ座46番星と合わせて「幸運の中で最も幸運なもの」という意味のsaʿd al-suʿūd（サダルスウド、サダルスド）と呼ばれる第24月宿とされた。現在、サダルスウドはβ星の固有名とされている。アメリカの博物学者リチャード・ヒンクリー・アレンは、ペルシアではβ星とξ星のペアでBundaという月宿を構成したとしている。2018年6月1日に国際天文学連合の恒星の命名に関するワーキンググループ (Working Group on Star Names, WGSN) は、Bunda をみずがめ座ξ星Aの固有名として正式に承認した。